# Afrolongichneumon ufipicus
Afrolongichneumon ufipicus är en stekelart som beskrevs av Heinrich 1968. Afrolongichneumon ufipicus ingår i släktet Afrolongichneumon och familjen brokparasitsteklar. Inga underarter finns listade i Catalogue of Life.